# Анкона, Ронни
Ро́нни Анко́на-Хилл (англ. Ronni Ancona-Hill; род. 4 июля 1966, Трун, Эйршир, Шотландия, Великобритания) — британская актриса, комедиантка, сценаристка и кинопродюсер. Лауреат премий «Television and Radio Industries Club Awards» (2002) и «British Comedy Awards» (2003).
С 2004 года Ронни замужем за доктором Жераром Хилл. В этом браке Анкона родила троих детей — дочь Лили Франческа Хилл (род.27.04.2005), сын Сет Хилл (был мертворождённым в 2006 году) и Эльза Хилл (род. в январе 2008).

## Избранная фильмография
| Год       |    | Русское название  | Оригинальное название | Роль         |
| --------- | -- | ----------------- | --------------------- | ------------ |
| 2004      | ф  | Парень из кальция | The Calcium Kid       | Пэт Коннелли |
| 2006      | ф  | Пенелопа          | Penelope              | Ванда        |
| 2006      | тф | Дочь Гидеона      | Gideon's Daughter     | Барбара      |
| 2009—2010 | с  | Молокососы        | Skins                 | Дженна Фитч  |